# Suances
|  | Per a altres significats, vegeu «Castell de Suances». |

Suances és un municipi de la Comunitat Autònoma de Cantàbria a la costa occidental d'aquesta regió. Limita al nord amb el Mar Cantàbric, a l'oest amb Santillana del Mar, al sud amb Polanco i a l'est amb la ria que forma el riu Saja, que la seva altra riba pertany al municipi de Miengo. A més de la localitat de Suances (4.813 hab.) que és el cap municipal; hi ha les localitats de Cortiguera (532 hab.), Hinojedo (1.263 hab.), (Ongayo (149 hab.), Puente Avíos (164 hab.) i Tagle (472 hab.).

## Demografia
| 1900  | 1910  | 1920  | 1930  | 1940  | 1950  | 1960  | 1970  | 1981  | 1991  | 2005  |
| ----- | ----- | ----- | ----- | ----- | ----- | ----- | ----- | ----- | ----- | ----- |
| 1.798 | 2.150 | 2.604 | 3.215 | 3.592 | 4.123 | 4.846 | 5.053 | 5.473 | 5.842 | 7.117 |

Font: INE

## Administració
| Eleccions municipals espanyoles de 2003 |      |        |          |
| Partit                                  | Vots | %      | Regidors |
| PRC                                     | 1682 | 35,99% | 5        |
| PSOE                                    | 1431 | 30,62% | 5        |
| PP                                      | 868  | 18,57% | 3        |

| Eleccions municipals espanyoles de 2007 |      |        |          |
| Partit                                  | Vots | %      | Regidors |
| PSOE                                    | 1784 | 35,90% | 5        |
| PRC                                     | 1635 | 32,90% | 5        |
| PP                                      | 1157 | 23,28% | 3        |